# ペラーノ
ペラーノ（イタリア語: Perano）は、イタリア共和国アブルッツォ州キエーティ県にある、人口約1,600人の基礎自治体（コムーネ）。

## 地理

### 位置・広がり

#### 隣接コムーネ
隣接するコムーネは以下の通り。
- アルティーノ
- アルキ
- アテッサ

## 行政

### 分離集落
ペラーノには、以下の分離集落（フラツィオーネ）がある。
- Barbetti, Cerraiolo, Crocetta, Fontolfi, Impicciaturo, Maligni, Pugliesi, Quadroni, San Pastore, San Tommaso, Sciorilli, Tomassuoli, Tramozzini, Pozzo Nuovo, Cicurijell.